# World Congress of Philosophy
Het World Congress of Philosophy (Internationaal Congres voor Wijsbegeerte) is een vijfjaarlijkse internationale bijeenkomst van filosofen, sinds 1948 georganiseerd door de Fédération Internationale des Sociétés de Philosophie (FISP). Het eerste Congres vond plaats in 1900 in Parijs. De congressen hebben tot doel bij te dragen aan de ontwikkeling van professionele relaties tussen filosofen wereldwijd.
Doorgaans worden de handelingen in druk uitgegeven.

## Lijst met congressen
| #  | Datum                 | Plaats      | Opmerkingen |
| -- | --------------------- | ----------- | --- |
| 1  | 1900, 1 aug - 5 aug   | Parijs      | |
| 2  | 1904, 4 sep - 8 sep   | Genève      | |
| 3  | 1908, 31 aug - 5 sep  | Heidelberg  | |
| 4  | 1911, 5 apr - 11 apr  | Bologna     | |
| 5  | 1924, 5 mei - 9 mei   | Napels      | |
| 6  | 1926, 13 sep - 17 sep | Boston      | |
| 7  | 1930, 1 sep - 6 sep   | Oxford      | |
| 8  | 1934, 2 sep - 7 sep   | Praag       | Onder de twintig Nederlandse en Vlaamse deelnemers bevonden zich de hoogleraren Van den Berg, Polak, Pos, Sassen en De Vleeschauwer.                                                                                               |
| 9  | 1937, 31 jul - 6 aug  | Parijs      | Ook wel 'Congrès Descartes': centraal stond het derde eeuwfeest van de Discours de la Méthode (1637) van Descartes. Oprichting van het Institut International de Collaboration Philosophique. Aanwezig o.m. Evert Beth.            |
| 10 | 1948, 11 aug - 18 aug | Amsterdam   | Oprichting FISP. |
| 11 | 1953, 20 aug - 26 aug | Brussel     | |
| 12 | 1958, 12 sep - 18 sep | Venetië     | |
| 13 | 1963, 7 sep - 14 sep  | Mexico-Stad | De vijfdelige Memorias bevat onder meer Nederlandse en Belgische bijdragen van J.H.M.M. Loenen, Chaïm Perelman, Louis de Raeymaeker, Antoon Vergote en Cornelia de Vogel. Ook Helmuth Plessner droeg bij.                          |
| 14 | 1968, 2 sep - 9 sep   | Wenen       | |
| 15 | 1973, 17 sep - 22 sep | Varna       | Thema: Science, Technology, Man. |
| 16 | 1978, 26 aug - 2 sep  | Düsseldorf  | |
| 17 | 1983, 21 aug - 27 aug | Montreal    | Thema: Philosophy and Culture. |
| 18 | 1988, 21 aug - 27 aug | Brighton    | Thema: The Philosophical Understanding of Human Beings. |
| 19 | 1993, 22 aug - 28 aug | Moskou      | Thema: Mankind at a Turning Point: Philosophical Perspectives. |
| 20 | 1998, 10 aug - 15 aug | Boston      | Thema: Paideia: Philosophy Educating Humanity. Eerste samenwerking met IAPH. Aanwezig o.m. de hoogleraren Jos de Beus, Ronald Commers, Gilbert Hottois, Jeroen van den Hoven, Herman Philipse, Arend Soeteman en Fernand Vandamme. |
| 21 | 2003, 10 aug - 17 aug | Istanboel   | Thema: Philosophy Facing World Problems. |
| 22 | 2008, 30 jul - 5 aug  | Seoel       | Thema: Rethinking Philosophy Today. |
| 23 | 2013, 4 aug - 10 aug  | Athene      | Thema: Philosophy as Inquiry and Way of Life. Tot de Nederlandse afgevaardigden behoorden de hoogleraren Gido Berns, Jeroen van den Hoven, Jos de Mul, Ido van de Poel en Evert van der Zweerde.                                   |
| 24 | 2018, 13 aug - 20 aug | Peking      | Thema: Learning To Be Human. |